# Mieczysław Gajewicz
Mieczysław Gajewicz (ur. 1 kwietnia 1888 w Łodzi, zm. 25 stycznia 1973 tamże) – nauczyciel geografii, łódzki działacz krajoznawczy Polskiego Towarzystwa Turystyczno-Krajoznawczego (PTTK).

## Wykształcenie i praca
Z wykształcenia geograf, a z zawodu i powołania nauczyciel. Wykładał geografię i geologię w szkołach średnich – początkowo przez kilka lat w Zakopanem, a od 1925 w Łodzi. Organizował dla młodzieży wycieczki naukowe, przede wszystkim w Tatry.

## Działalność społeczna w turystyce
Od 1920 należał do Polskiego Towarzystwa Tatrzańskiego (PTT), a od 1951 do PTTK (powstałego w grudniu 1950 z połączenia PTT z Polskim Towarzystwem Krajoznawczym (PTK), w Łodzi połączenie nastąpiło w marcu 1951).
Działał w Komisji Turystyki Górskiej Łódzkiego Oddziału PTTK oraz w Terenowym Referacie Weryfikacyjnym Górskiej Odznaki Turystycznej (GOT).
Miał bogatą kolekcję skał i minerałów, którą chętnie udostępniał zainteresowanym.
Jako rzecznik ochrony przyrody górskiej słynął w kręgach turystycznych z tego, iż nigdy nie skorzystał z kolejki linowej.

## Publikacje
Notatki z Tatr ukazały się przed wojną w „Czasopiśmie przyrodniczym” – organie Towarzystwa Przyrodniczego im. Stanisława Staszica w Łodzi i Polskiego Towarzystwa Pedagogicznego.

## Odznaczenia i wyróżnienia
- Złota Honorowa Odznaka PTTK
- Honorowa Odznaka Miasta Łodzi i inne